# اله اوپلوگه
اله اوپلوگه (انگلیسی: Ele Opeloge؛ زادهٔ ۱۱ ژوئیهٔ ۱۹۸۵) وزنه‌بردار زن اهل ساموآ است.
وی در مسابقات کشوری و بین‌المللی در مجموع برندهٔ ۶ مدال طلا، ۳ مدال نقره شده‌است.